# Holmsland Klit

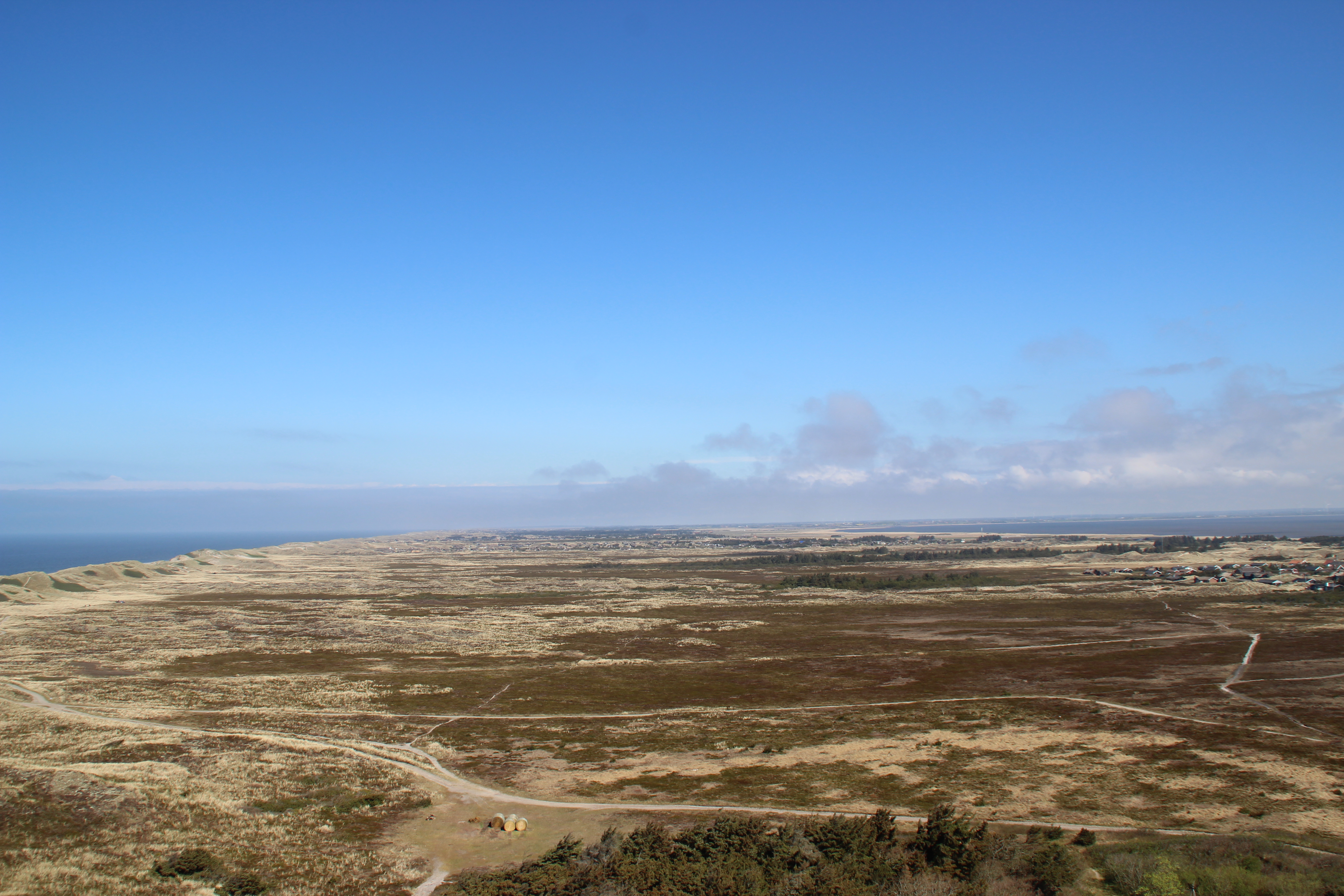
Vista dal faro di Lyngvig

Holmsland Klit è il cordone litorale situato sulla costa occidentale dello Jutland in Danimarca e che separa il fiordo di Ringkøbing dal Mare del Nord.
È una striscia di dune sabbiose lunga circa 40 km e larga da uno a due km.
All'estremo settentrionale si trova la località di Søndervig, a sud quella di Nymindegab mentre al centro si trova la cittadina di Hvide Sande in corrispondenza del punto in cui nel 1909-10 fu costruito un canale di collegamento tra il fiordo e il mare. Il canale si insabbiò nel 1915 e fu ricostruito nel 1931 con una coppia di chiuse per controllare il livello dell'acqua nel fiordo.
Nella parte settentrionale, più o meno a metà strada tra Hvide Sande e Søndervig, si trova il Lyngvig Fyr, il faro alto 38 metri  fu costruito nel 1906 su una duna alta 17 m, raggiunge quindi un'elevazione di 53 m.
L'intera area è caratterizzata da dune ricoperte, tra l'altro, da erba di spiaggia e spesso da erica alle spalle.
Poco a sud di Hvide Sande si trova la casa museo Abelines Gaard, una casa a corte del 1854. Ancora più a sud di trova la chiesa di Haurvig, edificata nel 1869 fu ristrutturata nel 1947, in quell'occasione fu anche costruito il campanile. Nel cimitero si trovano diverse tombe di soldati alleati della seconda guerra mondiale.